# Атака беспилотниками Московского Кремля
В ночь на 3 мая 2023 года, по заявлению российских властей, два беспилотных летательных аппарата атаковали Московский Кремль. На кадрах, запечатлевших нападение, видно, как беспилотники взрывались над куполом Сенатского дворца. Ответственность за это российские власти возложили на Украину. Её руководство же заявило о непричастности к произошедшему.
Инцидент произошёл на фоне российского вторжения на Украину.

## Обстановка
С декабря 2022 года в Москве начали создавать систему ПВО, в частности в центре города на крышах некоторых зданий появились установки «Панцирь-С1». Bloomberg со ссылкой на российского чиновника написал, что власти хотят улучшить систему ПВО Москвы, так как опасаются украинских беспилотников после ударов по военным аэродромам в Рязани и Энгельсе. Военный аналитик Ян Матвеев высказал мнение, что «судя по всему, это показуха. Возможно, представление лично для Путина». В Институте изучения войны предположили, что установка комплексов ПВО может быть информационной операцией. Комплексы ПВО были также замечены возле резиденций Путина. С января 2023 года зенитно-ракетные комплексы С-400 были развёрнуты также в Лосином острове и на опытных полях Тимирязевской сельхозакадемии. 21 января Минобороны РФ заявило о проведённой тренировке по использованию ПВО в Подмосковье. При этом в крупных городах защититься от беспилотников традиционными средствами ПВО почти невозможно, это показывают атаки иранских «Шахедов» на города Украины.
3 мая 2023 года журналисты отмечали, что за предыдущие несколько дней в различных регионах России, а также в аннексированном Крыму, возросло количество сообщений о диверсиях с применением беспилотников или взрывчатых веществ, которые российские власти связывали с действиями украинских диверсантов.

## Хронология событий
В 02:27 первый беспилотник подлетел со стороны Замосковоречья (то есть с юга) и взорвался над куполом Сенатского дворца. Пожаром обломков были повреждены два медных листа купола. Подсветку Кремля со стороны набережной отключили — продолжали светиться только красные звёзды на шпилях башен. Второй беспилотник подлетел со стороны Китай-города (с востока), взорвавшись почти на том же месте в 02:43, через 16 минут после первого. В момент второго взрыва двое людей поднимались по лестнице на крыше к флагштоку. В этот раз ни крыша, ни флагшток не были задеты.
Первые видео, на которых заметен дым в районе Кремля, появились ночью 3 мая, но стали широко распространяться в сети только днём, после заявления Кремля об атаке. Эти видео были опубликованы в телеграм-канале «Соседи. Якиманка-Замоскворечье».
Официальные сообщения об атаке появились в 14:35 по московскому времени, вскоре в сети появились и другие записи произошедшего, на которых видно, как беспилотники взрываются над Сенатским дворцом Кремля. За несколько минут до заявления Кремля мэр Москвы Сергей Собянин объявил, что с 3 мая в городе запрещается запускать беспилотники. Его примеру последовали руководители многих российских регионов.
Атака именно двух беспилотников подтверждается видео, опубликованными телеканалом ТВЦ. На первом из них часы на Спасской башне показывают 2 часа 27 минут. При этом дрон, взрывающийся над куполом, вызывает небольшой пожар. На втором видео стрелки часов показывают 2 часа 43 минуты, второй беспилотник также взрывается над куполом, но пожара не вызывает.
Городские власти заявили, что оба дрона были обезврежены с помощью систем радиолокационной борьбы, в ходе инцидента никто не пострадал и материального ущерба нет. Вечером того же дня появились фотографии, показывающие следы от пожара на куполе Сенатского дворца.
Российские федеральные телеканалы в вечерних выпусках новостей 3 мая рассказали об атаке дронов на Кремль, подробно процитировав заявление пресс-службы президента РФ, в котором власти Украины обвиняли в теракте и покушении на Владимира Путина. Видеозаписи самой атаки в сюжетах не показали — вместо этого телезрителям продемонстрировали панорамные съёмки Кремля.

## Реакция

### Россия
Российские власти обвинили в атаке Украину, назвав произошедшее «террористическим актом» и «покушением на президента России». По сообщению правительства России, в момент атаки Владимира Путина в Кремле не было, он находился в своей резиденции Ново-Огарёво и продолжил работу в обычном режиме. Москва пообещала нанести ответный удар, когда и где она сочтёт нужным, а также отметила, что инцидент произошёл незадолго до парада Победы 9 мая, на котором должны присутствовать иностранные высокопоставленные лица. Российские СМИ сообщили, что «Кремль подвергся атаке впервые со времён Великой Отечественной войны».
Следственный комитет России возбудил уголовное дело о теракте по статье 205 УК РФ.
4 мая пресс-секретарь президента РФ Дмитрий Песков выступил с заявлением, где обвинил США в причастности к нападению БПЛА на Кремль с целью убийства Владимира Путина. По его словам, Вашингтон не мог не знать о готовящемся нападении, поскольку Украина выступает в роли исполнителя планов США. Песков сообщил, что у России есть несколько вариантов ответов на совершённое нападение. Также он подтвердил, что при ударе были повреждены два медных листа купола (это противоречит исходному заявлению об отсутствии материального ущерба).
Депутат Государственной думы Алексей Журавлёв предложил «сформировать эскадрилью орлов-перехватчиков дронов в Кремле и других местах» для защиты важной инфраструктуры.
Российские провоенные блогеры и политики призывали усилить атаки России по Украине. Так, спикер Госдумы Вячеслав Володин заявил: «Теракт в отношении президента — это нападение на Россию». По его словам, «киевский режим» несёт угрозу для безопасности «России, Европы, всего мира». Депутат Госдумы от аннексированного Крыма Михаил Шеремет призвал нанести удары по резиденции Владимира Зеленского в Киеве. Заместитель главы Совета безопасности России Дмитрий Медведев в своем Telegram-канале призвал «физически устранить» президента Украины Владимира Зеленского.

### Украина
Пресс-секретарь президента Украины Сергей Никифоров заявил в комментарии для СМИ, что Украина не атакует чужие территории. Он также прокомментировал слова пресс-секретаря президента РФ Дмитрия Пескова, который назвал атаку дронов на Кремль «терактом»:

«Теракт — это разрушенные подъезды домов в Днепре и Умани или ракетный обстрел вокзала в Краматорске и многие другие трагедии. А то, что произошло в Москве, очевидно нагнетание ситуации перед 9 мая. Ожидаемый приём от наших противников».
Советник президента Украины Михаил Подоляк прокомментировал, что Киев не имеет никакого отношения к предполагаемому нападению на Кремль, что такие действия ничего не дали Киеву на поле боя и только спровоцировали бы Россию на более радикальные действия. Подоляк заявил, что утверждения о том, что Киев стоял за предполагаемой атакой, и арест Россией предполагаемых украинских диверсантов в Крыму могут указывать на то, что Москва готовится к крупномасштабной «террористической атаке» против Украины в ближайшие дни.
Президент Украины Владимир Зеленский, находясь с визитом в Финляндии, заявил: «Мы не нападаем на Путина или на Москву. Мы ведём военные действия на нашей территории. Мы защищаем наши деревни и города».

## Оценки
Версии «операции под ложным флагом» придерживаются некоторые комментаторы, в том числе американский Институт изучения войны. Против версии о постановке говорит также довольно скромное освещение атаки на федеральных российских телеканалах, на которое обратила внимание «Медуза».
Глава расследовательской группы Conflict Intelligence Team (CIT) Руслан Левиев заявил, что лёгкие беспилотники «самолётного типа», подобные тем, которые взорвались над Кремлём, вряд ли могли быть запущены с территории Украины. Тем не менее теорию о том, что запуск дронов был попыткой российских властей «сплотить население вокруг войны» и «подготовить его к возможной отмене парада 9 мая», Левиев назвал «притянутой за уши».
По информации The New York Times, официальные лица США считают, что атака беспилотников на Московский Кремль, вероятно, была организована одной из спецслужб Украины, что обеспокоило администрацию Белого дома. Некоторые из источников предполагают, что Владимир Зеленский не был в курсе проведения данного нападения. Возможно, президент Украины и его окружение делегировали утверждение и проведение отдельных секретных операций своим спецслужбам, что позволяет Зеленскому и его окружению отрицать свою причастность к подобным акциям.
По сообщениям CNN, официальные лица США считают, что Украина организовала в России сеть агентов и противников войны с Украиной, которые осуществляют акты саботажа на территории РФ, в том числе и эту атаку дронами Кремля.

## Последствия
Спортивный телеканал «Матч ТВ» заявил о прекращении съёмок футбольных матчей российской премьер-лиги на дроны из-за запрета на их использование в разных городах России.
По данным журналистов, атака дронов на Кремль привела к сокращению масштабов Парада Победы 9 мая 2023 года.